# Drácula (esquema de colores)
Dracula es un esquema de color para editores de código y emuladores de creado por Zeno Rocha. El esquema está únicamente disponible en modo oscuro. Paquetes que implementan este esquema de color han sido publicados para muchas aplicaciones populares, como Visual Studio Code, Sublime Text, Atom (software), los IDEs de JetBrains y otras 302 aplicaciones.

## Historia
Zeno Rocha empezó a trabajar en Dracula en 2013 después de que su laptop fue robada en un hospital de Madrid, España. Después de instalar un nuevo editor de código y emulador de terminal, no pudo encontrar un esquema de color que le gustara, decidió entonces crear el suyo. El siempre creyó en el costo de cambiar de contexto, por lo tanto su meta fue crear una experiencia uniforme y consistente en todas sus aplicaciones. El 27 de octubre de 2013 publicó el primer tema de Dracula para Zsh en GitHub.

## Paleta de Colores
| Nombre       | Muestra | Hex     | RGB         | HSL           |
| ------------ | ------- | ------- | ----------- | ------------- |
| Fondo        |         | #282a36 | 40 42 54    | 231° 15% 18%  |
| Línea actual |         | #44475a | 68 71 90    | 232° 14% 31%  |
| Primer plano |         | #f8f8f2 | 248 248 242 | 60° 30% 96%   |
| Comentario   |         | #6272a4 | 98 114 164  | 225° 27% 51%  |
| Cian         |         | #8be9fd | 139 233 253 | 191° 97% 77%  |
| Verde        |         | #50fa7b | 80 250 123  | 135° 94% 65%  |
| Naranja      |         | #ffb86c | 255 184 108 | 31° 100% 71%  |
| Rosa         |         | #ff79c6 | 255 121 198 | 326° 100% 74% |
| Púrpura      |         | #bd93f9 | 189 147 249 | 265° 89% 78%  |
| Rojo         |         | #ff5555 | 255 85 85   | 0° 100% 67%   |
| Amarillo     |         | #f1fa8c | 241 250 140 | 65° 92% 76%   |

## Galería

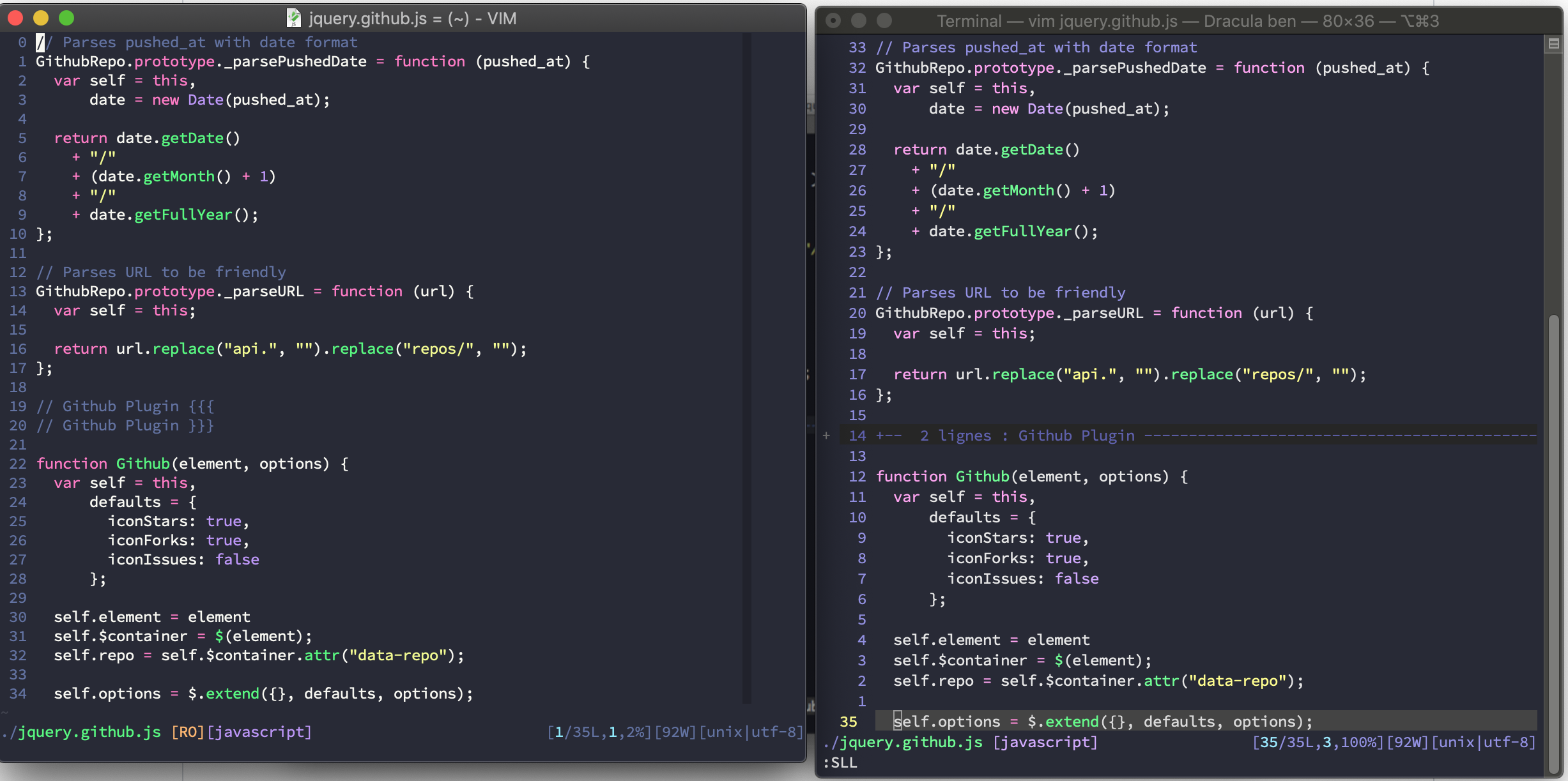
Drácula siendo usado en Vim
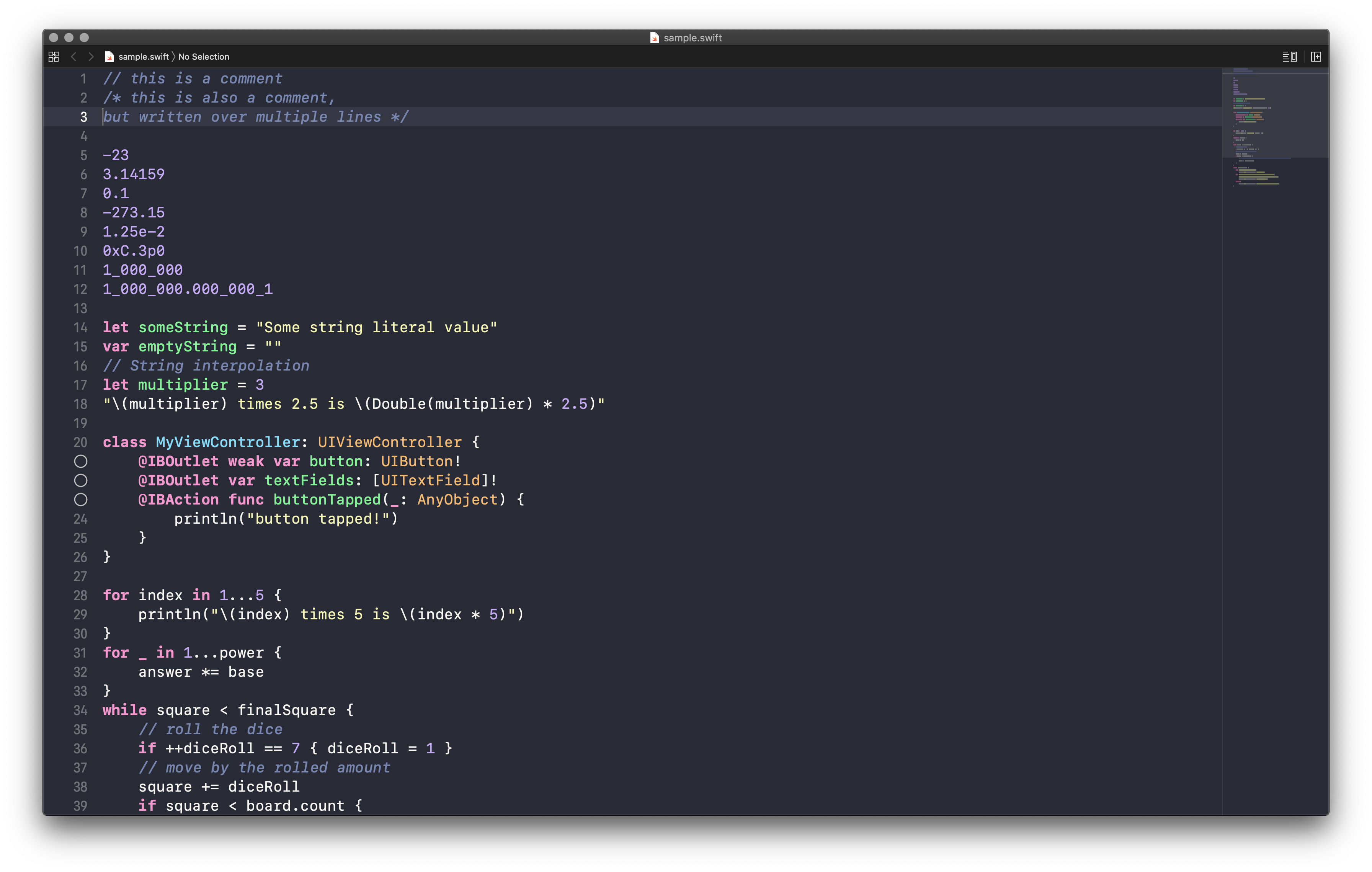
Drácula siendo usado en XCode
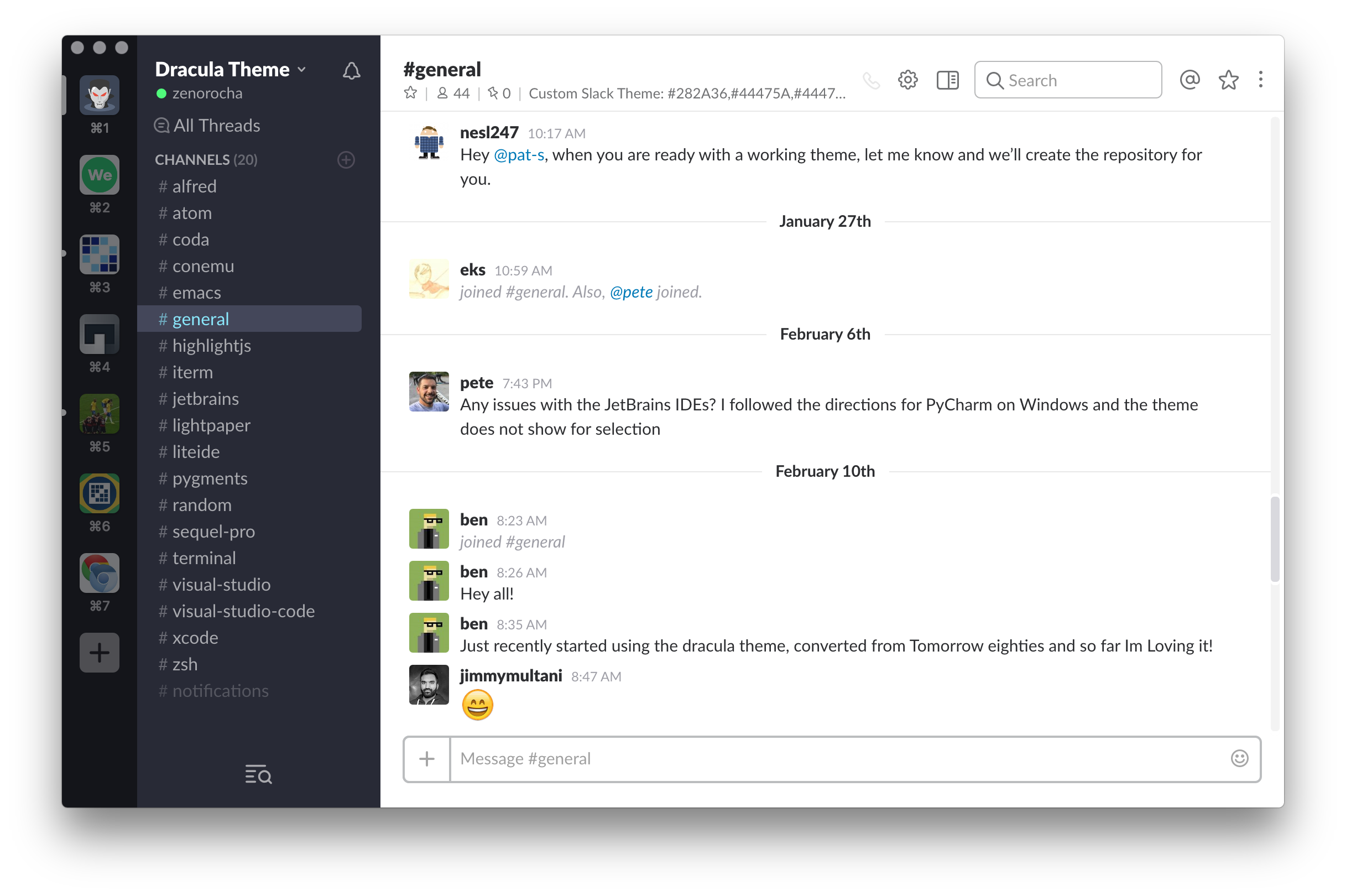
Drácula siendo usado en Slack
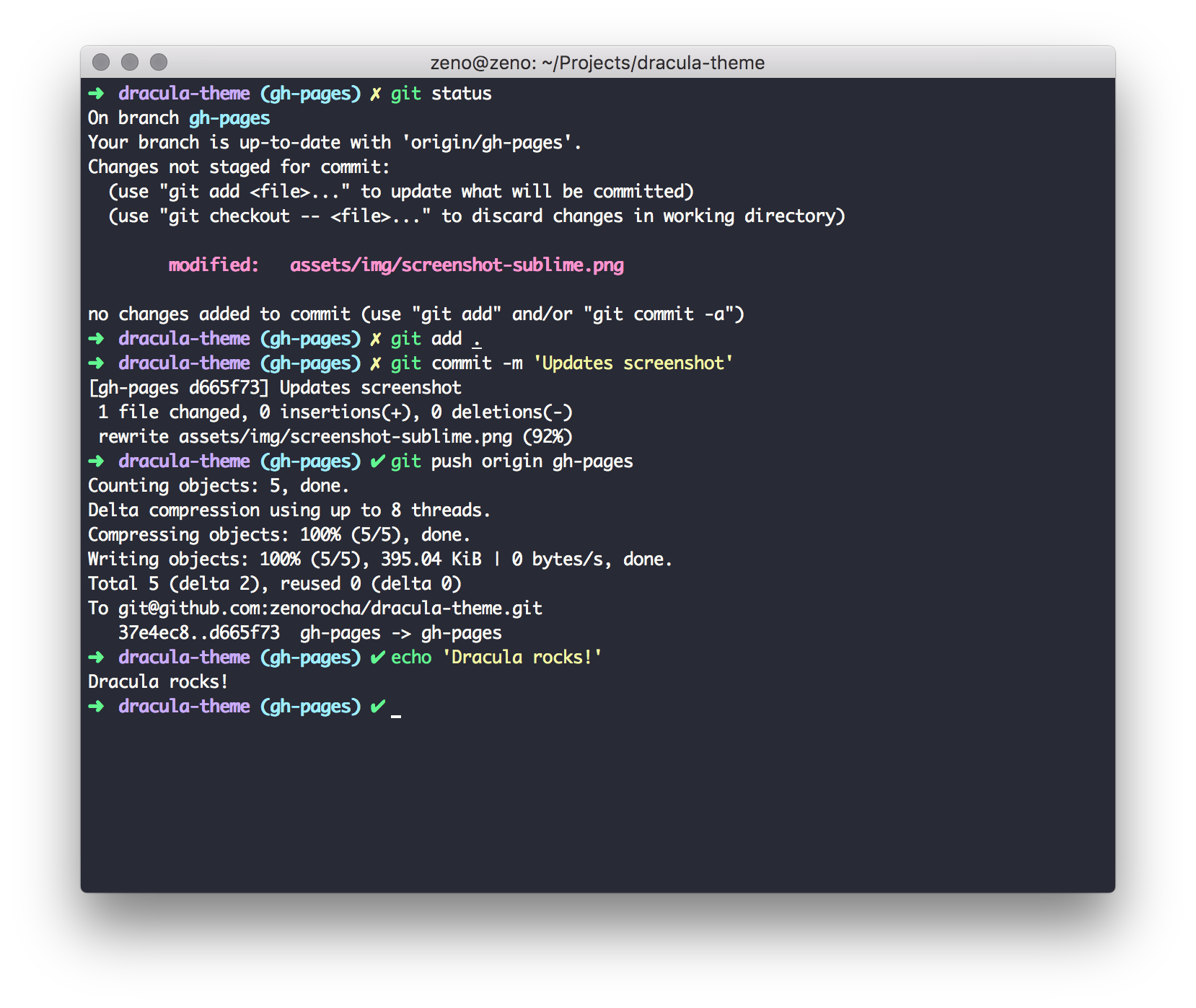
Drácula siendo usado en iTerm2
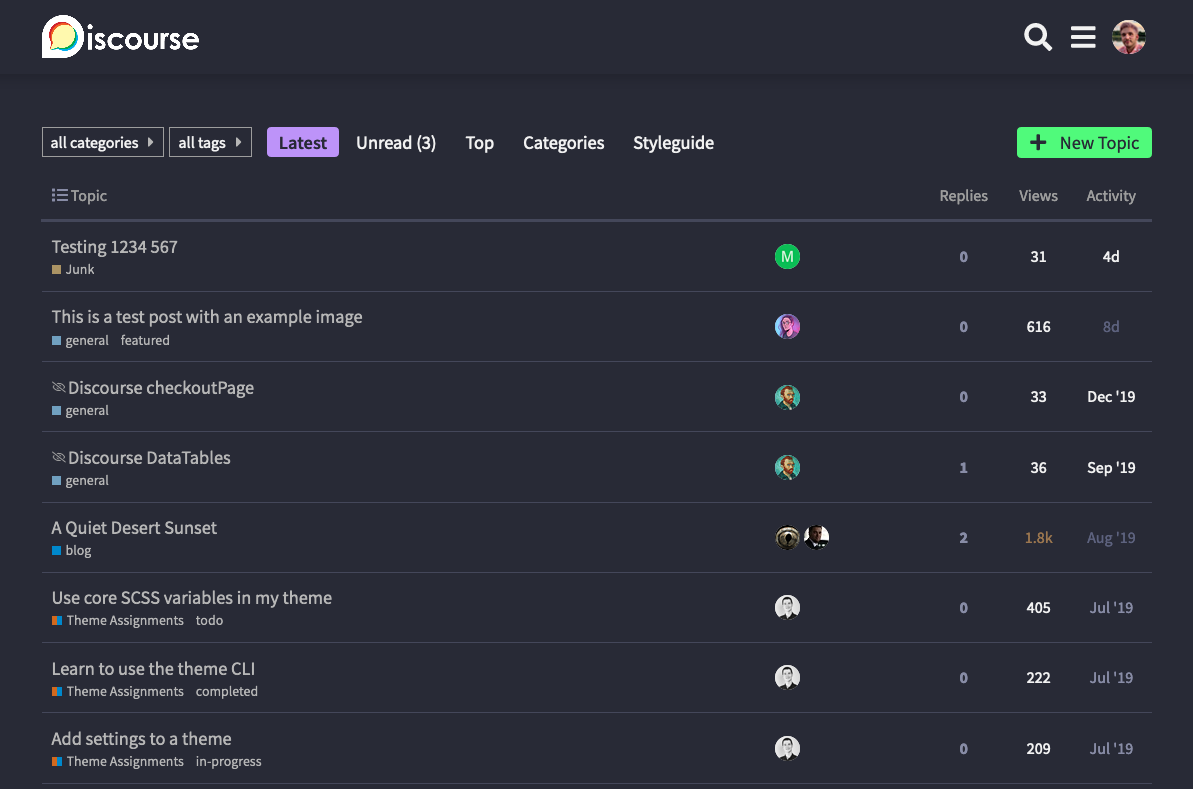
Drácula siendo usado en Discourse